# ジョシュア・ウィーラー
ジョシュア・ウィーラー（Joshua Wheeler、1980年4月14日 - ）は、アメリカ合衆国の車いすラグビー選手。アメリカ合衆国サクラメント出身。

## 略歴
2008年、車いすラグビーを始めた。なおパラリンピックではリオデジャネイロ大会・東京大会にアメリカ代表に選ばれてリオデジャネイロ大会・東京大会で銀メダル獲得。